# Сучавський Гук
Суча́вський Гук — каскадний водоспад в Українських Карпатах, геологічний заказник місцевого значення. Розташований у масиві Яловичорські гори, в межах Вижницького району Чернівецької області, в селі Шепіт. 
Площа природоохоронної території 0,5 га. Перебуває у віданні Селятинської сільської громади. 
Загальна висота — бл. 6 м. Утворився в місці, де річка Сучава (басейн Дунаю) перетинає стійкі скельні породи. Гук Сучавський за водністю є наймогутнішим водоспадом Чернівецької області; особливо видовищним він стає під час дощів чи інтенсивного танення снігів. 

## Світлини та відео

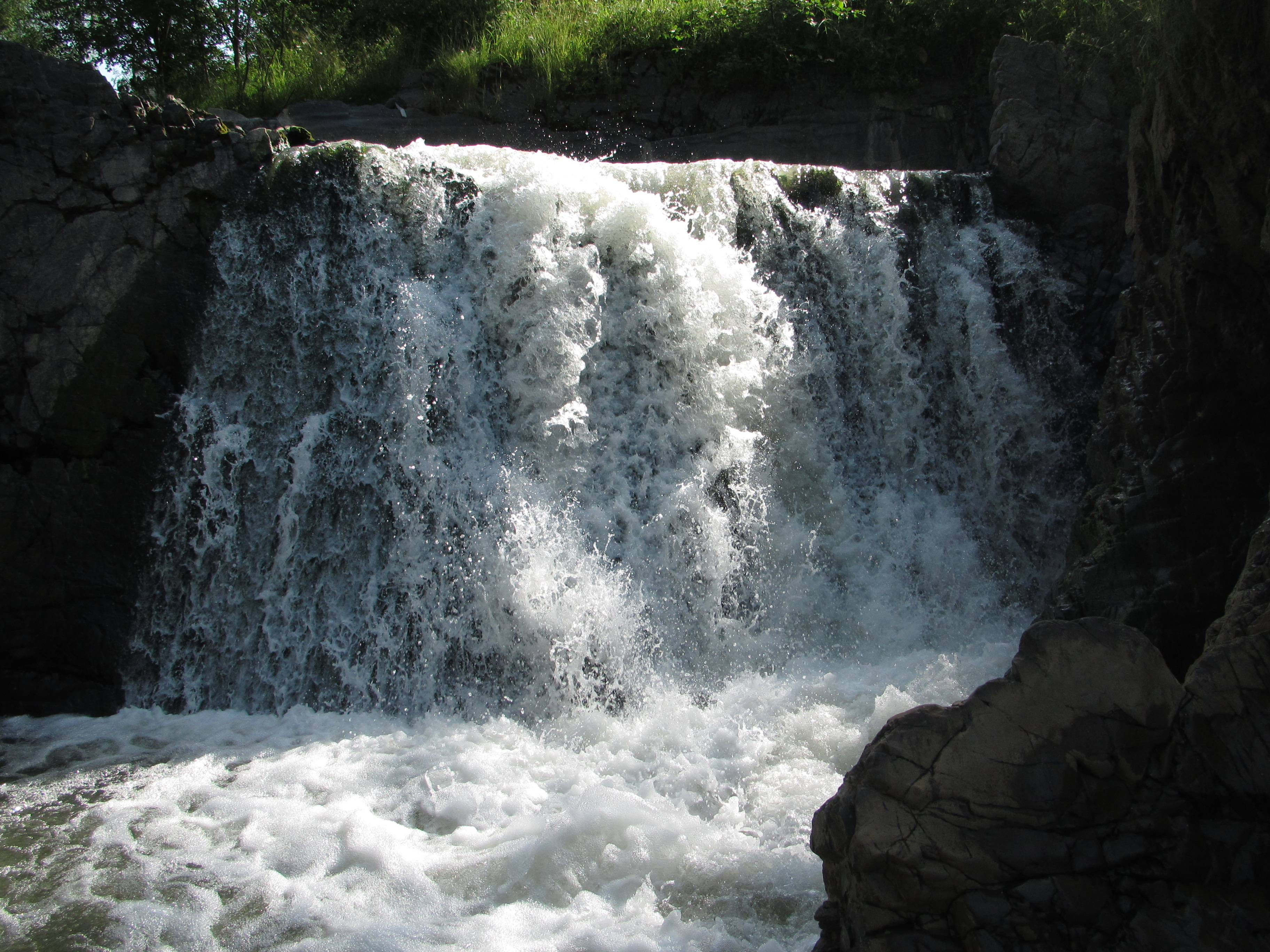
Водоспад зблизька
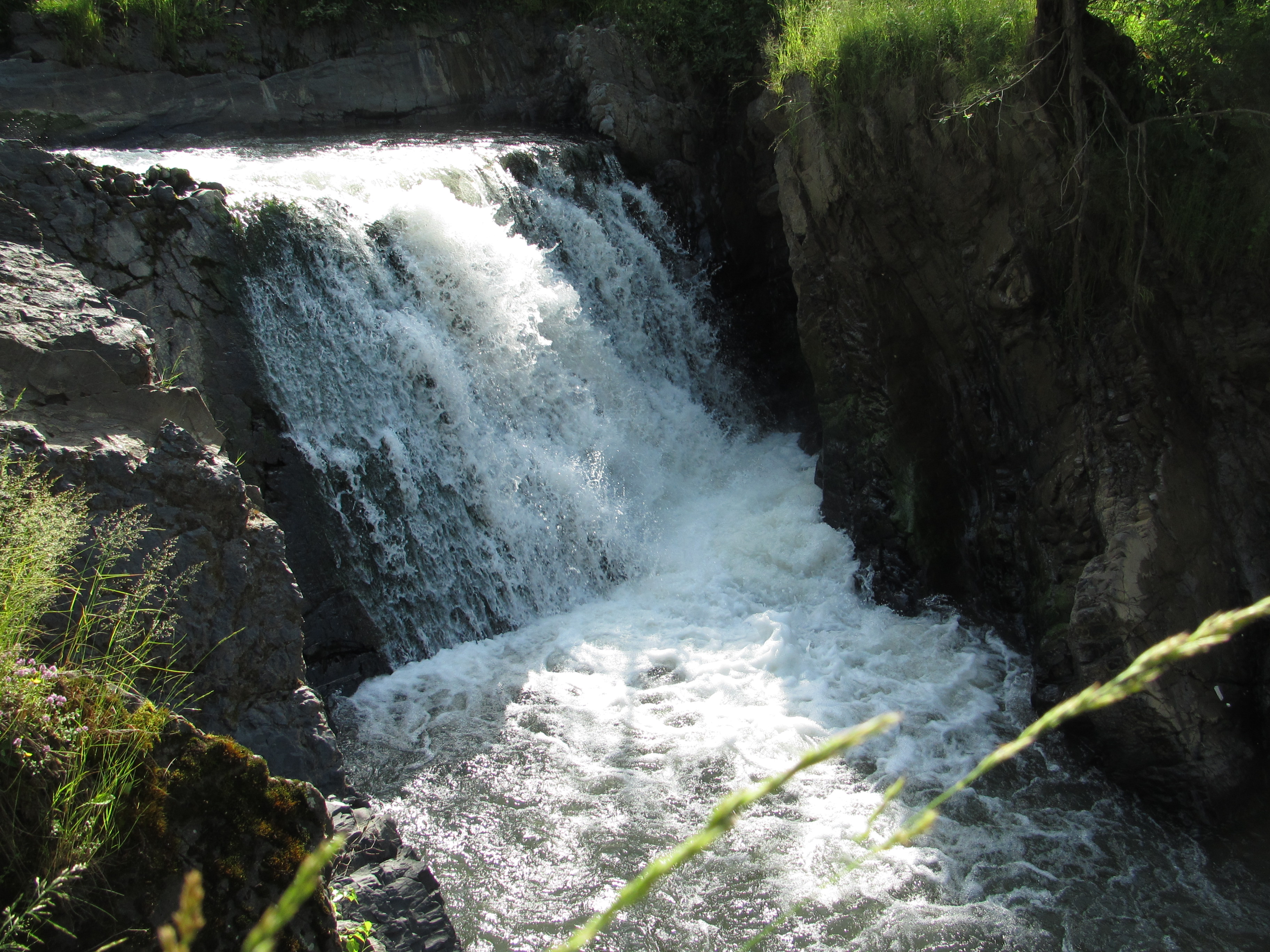
Водоспад влітку
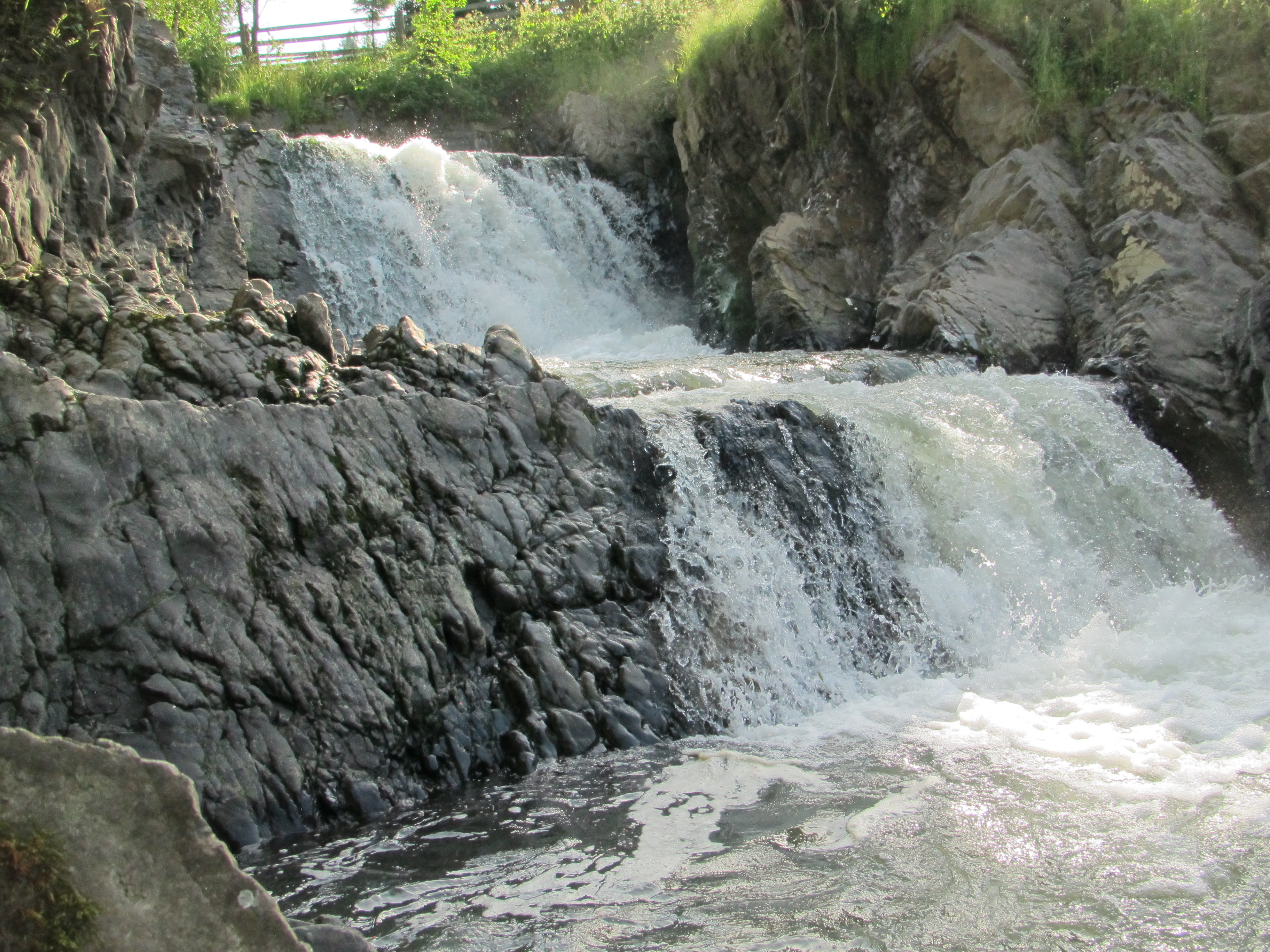
Водоспад влітку-2
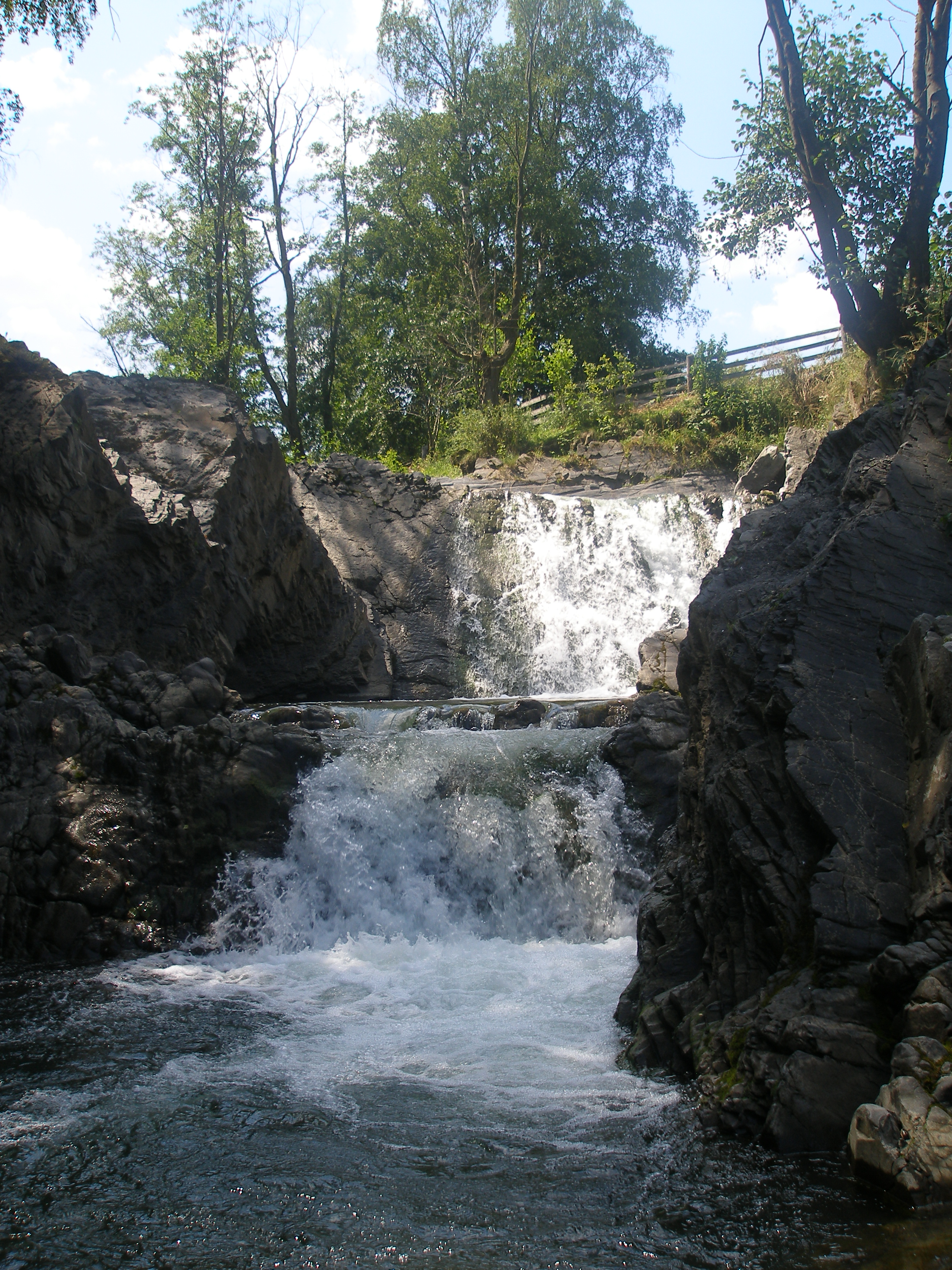
Водоспад влітку-3
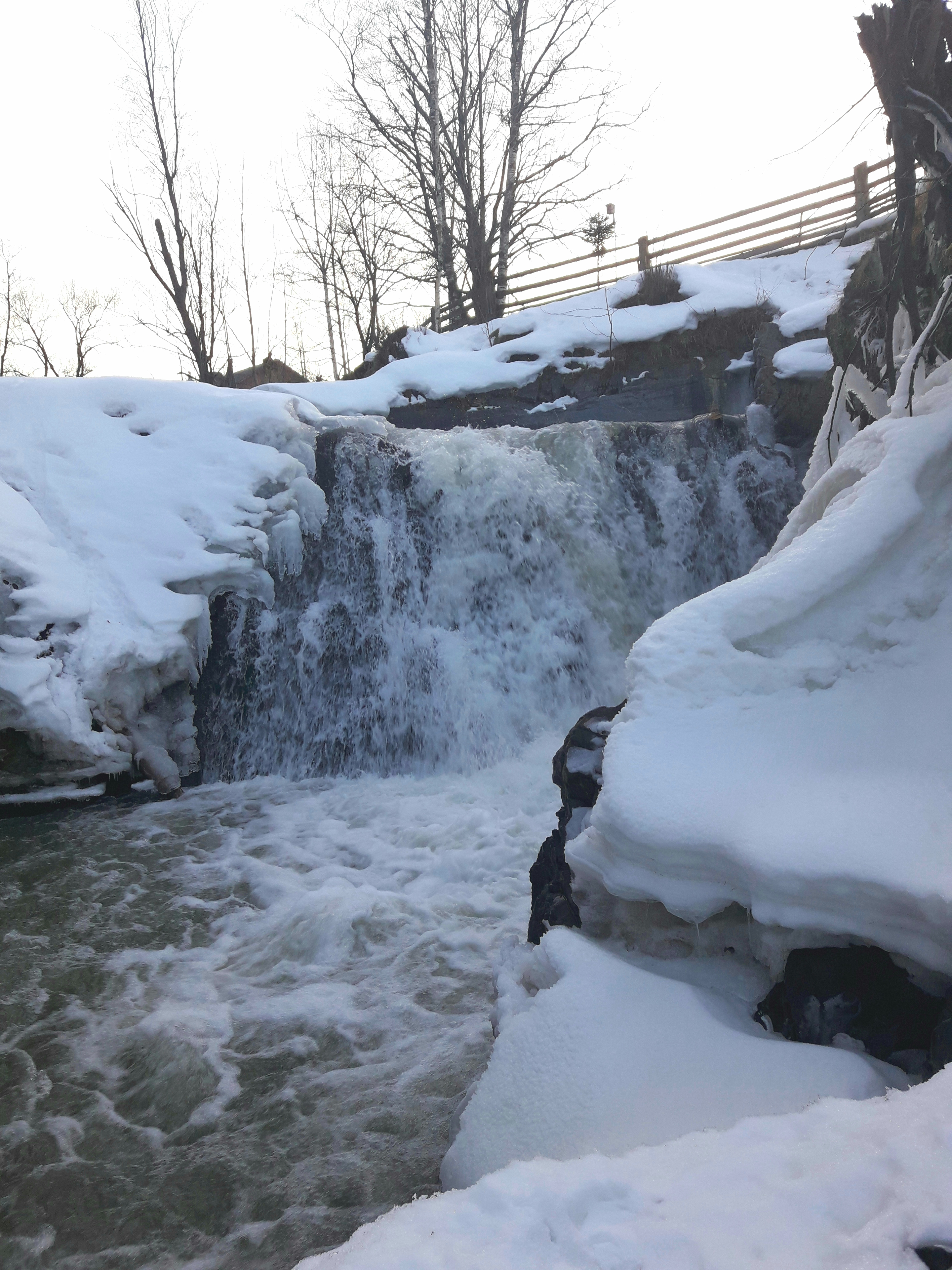
Водоспад взимку
- Відео водоспаду